# Har Jeho'achaz
Har Jeho'achaz (hebrejsky: הר יהואחז) je vrch o nadmořské výšce 769 metrů v jižním Izraeli, v pohoří Harej Ejlat.
Nachází se cca 10 kilometrů severozápadně od centra města Ejlat a necelý kilometr východně od mezistátní hranice mezi Izraelem a Egyptem. Má podobu výrazného odlesněného skalního masivu, jehož svahy zejména na jižní straně prudce spadají do hlubokého údolí, kam stékají četná vádí, jež potom ústí do vádí Nachal Netafim. Na sever od vrcholové partie je spíše zarovnaný terén náhorní planiny. Podél západních svahů hory prochází dálnice číslo 12. Na jihovýchod od hory leží vrch Ma'ale Roded, na východě Har Šchoret.